# Gutshof Vepriai

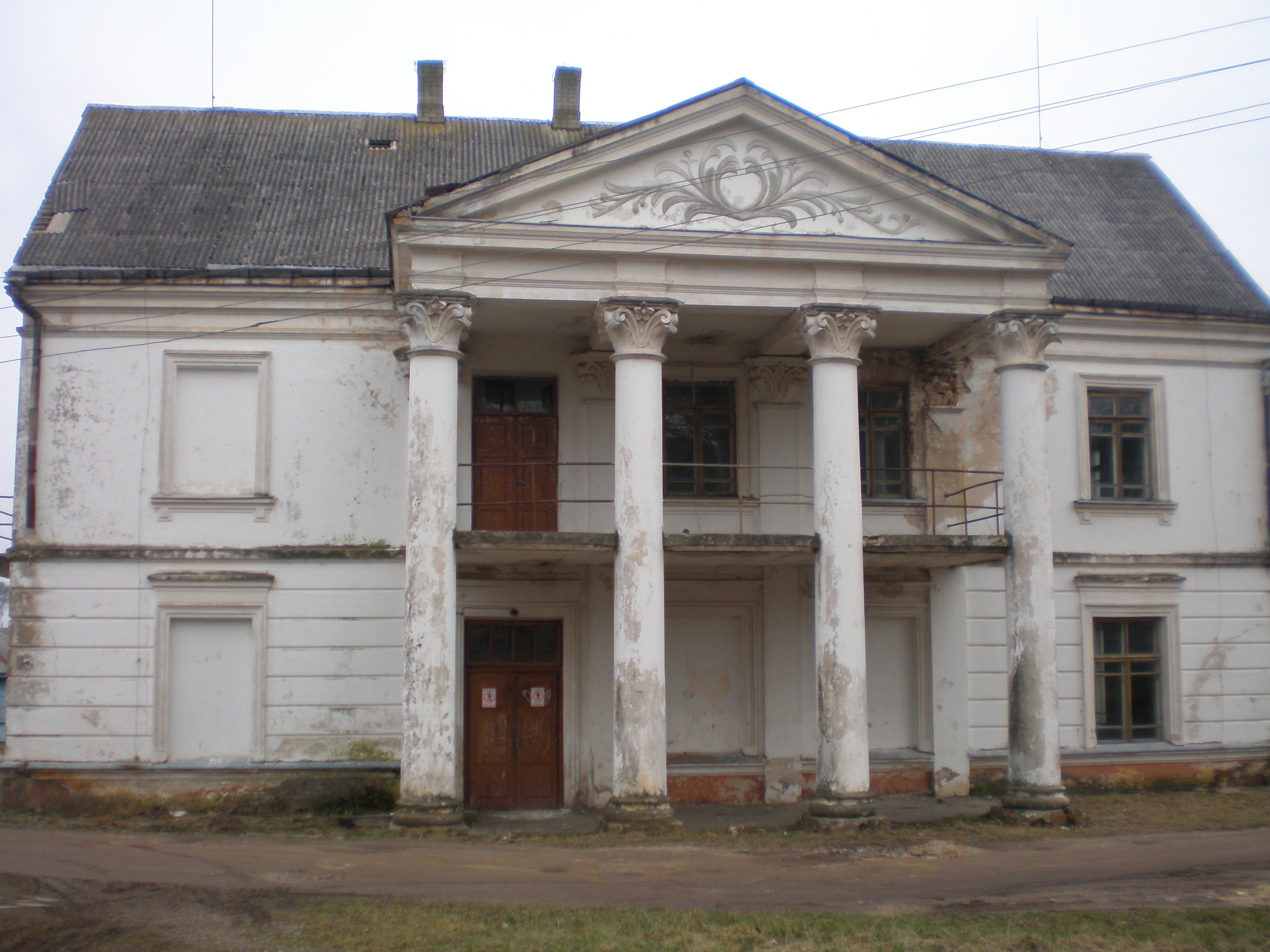
Hof Vepriai

Hof Vepriai (lit. Veprių dvaras) ist ein Gutshof im Mittellitauen im Westen des Städtchens Vepriai nordwestlich vom See Vepriai. Die Hofsiedlung ist 10,3 Hektar groß. Sie umgibt ein etwa fünf Hektar großer Landschaftspark, den die Familie Plater anlegen ließ. Die Gebäude des im 17. Jahrhundert erbauten Hofs sind wohnhaft. 1704 wurde das frühere Hofzentrum in den heutigen Ort übersiedelt. Im 19. Jahrhundert erbaute man das Herrenhaus.